# Хутір Щенявського
Хутір Щенявського (Щенявщина) — історична місцевість, колишній хутір, наразі у складі Житомира

## Розташування
Місцевість розташована у південно-західній частині Житомира, у межах Богунського адміністративного району, в районі Корбутівки. Місцевість оточена річкою Тетерів з півдня, Чуднівською вулицею з півночі, межує з Павликівкою на сході та північному сході та колишнім хутором Шпаковських на заході. В районі Щенявщини, між Політехнічним та Річковим провулками протікає струмок Щенявського.   

## Історичні відомості
Хутір належав житомирським землевласникам Миколі та Володимиру Щенявським. Будинки хутора розміщувалися вздовж путівця, що брав початок від дороги на Чуднів (нині Старочуднівської вулиці) та завершувався на березі Тетерева, де розміщувався водяний млин. Даний путівець наприкінці ХІХ ст. перетворився на провулок Щенявського, а нині названий Політехнічним провулком.
У 1906 році хутір Щенявського Троянівської волості Житомирського повіту знаходився в одній версті від губернського міста Житомира, налічував 4 двори та 26 мешканців.
На мапі 1915 року хутір Щенявського обмежений річкою Тетерів з півдня, дорогою на Чуднів з північного заходу, межував з дачними ділянками Шпаковського на заході; на сході та північному сході мав спільну межу з містом Житомиром (передмістям Павликівкою). Окрім провулка Щенявського, до хутора вів Лісний провулок (наразі Річковий провулок).
У 1923 році хутір Щенявського як окремий населений пункт не зазначається. 